# 安飾村
安飾村（あんしょくむら）は茨城県新治郡にかつて存在した村である。

## 地理
- 現在のかすみがうら市の南東部、旧霞ヶ浦町の北西部に位置する。
- 村は霞ヶ浦の西岸に位置している。

## 歴史

### 村名の由来
古代・中世の郷名より。

### 村域の変遷
- 1889年（明治22年）4月1日 - 町村制の施行により、安食村、柏崎村、岩坪村、下軽部村が合併して発足。
- 1955年（昭和30年）2月11日 - 下大津村・美並村・牛渡村・佐賀村・志士庫村と合併して出島村が発足。同日安飾村廃止。

変遷表
| 1868年 以前 | 1868年 以前 | 明治20年 | 明治22年 4月1日 | 昭和30年 2月11日 | 平成9年 4月1日      | 平成17年 3月28日 | 現在           |
| ----------- | ----------- | -------- | --------------- | ---------------- | ------------------- | ---------------- | -------------- |
|             | 安食村      | 安食村   | 安飾村          | 出島村           | 霞ヶ浦町に 町制改称 | かすみがうら市   | かすみがうら市 |
|             | 柏崎村      |          | 安飾村          | 出島村           | 霞ヶ浦町に 町制改称 | かすみがうら市   | かすみがうら市 |
|             | 岩坪村      | 岩坪村   | 安飾村          | 出島村           | 霞ヶ浦町に 町制改称 | かすみがうら市   | かすみがうら市 |
|             | 新岩坪村    | 岩坪村   | 安飾村          | 出島村           | 霞ヶ浦町に 町制改称 | かすみがうら市   | かすみがうら市 |
|             | 下軽部村    |          | 安飾村          | 出島村           | 霞ヶ浦町に 町制改称 | かすみがうら市   | かすみがうら市 |

## 大字
- 安食（あんじき）
- 柏崎（かしわざき）
- 岩坪（いわつぼ）
- 下軽部（しもかるべ）

## 人口・世帯

### 人口
総数 [単位： 人]
| 1891年（明治24年） | 2,287 |
| 1920年（大正 9年） | 2,586 |
| 1935年（昭和10年） | 2,700 |
| 1950年（昭和25年） | 3,239 |

### 世帯
総数 [単位： 世帯]
| 1920年（大正 9年） | 548 |
| 1935年（昭和10年） | 502 |
| 1950年（昭和25年） | 561 |